# Плавающая временная линия
Плавающая временная линия (также известная как скользящая временная линия) — устройство, используемое в искусстве, особенно в длительных сериях в комиксах и анимации, а также в других СМИ, чтобы объяснить, почему в течение определённого периода времени персонажи мало стареют или не стареют вообще, несмотря на маркеры реального мира, такие как заметные события, люди и технологии, появляющиеся в работах и коррелирующие с реальным миром. Термин «плавающая временная линия» используется в комиксах для обозначения серий, действие которых происходят в «непрерывном настоящем». Эта временная линия связана с тем, что авторам не нужно приспосабливаться к старению своих персонажей, что также характерно для большинства мультсериалов. Она используется в качестве сюжетного устройства для «объяснения несоответствий в том, как события и персонажи существуют в мире».

## Определение
Когда определённые серии комиксов, особенно истории происхождения, переписываются, они часто сохраняют ключевые события, но обновляются до современного времени, например, с персонажем комиксов Тони Старком, который в своих обновлённых историях происхождения снова получает травму и изобретает свою броню Железного человека, но война, в которой это происходит, меняется. Это явно обсуждается в Ultimates, при этом Галактус обеспечивает интуицию вселенной, чтобы определённые события (такие как повторное открытие Капитана Америки) менялись во времени и оставались примерно за 15 лет до плавающего настоящего. По словам Роз Кавени, плавающая временная линия используется в комиксах из-за «коммерческой необходимости держать определённых персонажей вечно». В своём эссе «Власть, кроме истины: истории комиксов о супергероях как миф» Кевин Ваннер сравнивает супергероев в комиксах с фигурами в мифологии и пишет, что использование плавающей временной линии в комиксах похоже на то, как изображаются нестареющие фигуры в мифах, взаимодействуя с современным миром рассказчика.

## Примеры
В мультсериале «Симпсоны» используется плавающая временная линия. Первая серия комиксов «Арчи» содержала персонажей, которые не старели, несмотря на отсылки на современные тенденции во всех комиксах. Примечательным исключением является комикс Luann, где персонажи стареют примерно один месяц за каждый реальный год.
Мультсериал Nickelodeon «Волшебные покровители» подрывает концепцию плавающей временной линии в серии «Секретное желание Тимми!». Выясняется, что главный герой Тимми Тёрнер загадал секретное желание, чтобы все на Земле перестали стареть, чтобы он мог держать своих сказочных крёстных родителей на неопределённый срок, прошло 50 лет в хронологии сериала, но ни один персонаж не постарел.
Рекс Стаут использовал плавающую временную линию для своих романов и рассказов с участием детектива Ниро Вульфа, действие которых происходит одновременно с их написанием, но персонажи не стареют. Стаут сказал своему уполномоченному биографу Джону Макалиру: «Эти истории игнорировали время в течение тридцати девяти лет. Любой читатель, который не может или не хочет делать то же самое, должен пропустить их. Я не состарил персонажей, потому что не хотел этого. Это сделало бы их громоздкими и, казалось бы, сосредоточило бы внимание на персонажах, а не на историях».
Автор Пи Джи Вудхаус поставил свою комедийную серию о Дживсе об английском джентльмене Берти Вустере и его камердинере Дживсе, когда они были написаны, хотя персонажи мало или совсем не старели. Это позволило ввести юмористические отсылки на современную поп-культуру в рассказы, которые были опубликованы с 1915 по 1974 год, но персонажи оставались прежними, хотя некоторые элементы Британии начала XX века оставались на протяжении всей серии.
В японском мультсериале «Покемон» Эшу Кетчуму было всегда десять лет, а также многим персонажам, таким как спутники, соперники, злодеи и т. д. в их соответствующем возрасте. Главный директор Кунихико Юяма говорит, что «Эшу вечно десять лет», потому что «время не проходит с начала его путешествия».